# 1929 na rádio
Nesta página encontrará referências aos acontecimentos directamente relacionados com a rádio ocorridos durante o ano de 1929.

## Nascimentos
| Data         | Nome         | Profissão          | Nacionalidade | Observações | Ref |
| ------------ | ------------ | ------------------ | ------------- | ----------- | --- |
| 10 de Agosto | Daisy Lucidi | atriz e radialista | Brasil        |             |     |

## Mortes
| Data | Nome | Profissão | Nacionalidade | Observações | Ref |
| ---- | ---- | --------- | ------------- | ----------- | --- |